# Starbound
Starbound — компьютерная игра, разработанная независимой британской игровой студией Chucklefish. Игра представляет собой двухмерную приключенческую песочницу. Игроку в ней предлагается исследовать обширный, процедурно генерируемый мир со множеством планет; Starbound предлагает в том числе искать или создавать оружие и другие предметы, добывать ресурсы, строить здания на поверхности планет и тому подобное. Starbound вступил в стадию открытого бета-тестирования 4 декабря 2013 года для платформ Microsoft Windows, OS X и Linux
После обновления 9 декабря 2013 (Beta Patch 2) произошло полное обнуление всех сохранений, но в то же время был достаточно сильно перебалансирован мир.

## Сюжет
Starbound начинается на Земле, игрок идёт на церемонию награждения Протекторов — альянса из шести рас, защищающего Землю и другие планеты от пиратов и всевозможных угроз. Во время церемонии происходит катастрофа, огромные щупальца разрушают планету, игрок забирает манипулятор материи и сбегает на космическом корабле. В конце концов корабль приближается к обитаемой планете. И так начинаются приключения, которые увлекут игрока в путешествия по Вселенной. Starbound содержит и квесты, и сюжетные линии, которые приобретаются на базе выживших после разрушения родной планеты. Космический корабль выступает в роли транспорта для игрока для исследования галактики. Телепорт позволяет игроку спускаться на планеты, на орбите которых стоит корабль, а также к другим телепортам и игрокам.

## Геймплей
Планеты, которые исследует игрок, процедурно сгенерированы. Каждая планета обладает особенностями и различными темами. В качестве зерна для генерации планеты используются их координаты. Если эти координаты сообщить другому игроку, тот сможет посетить планету другого игрока. Каждая планета уникальна, помимо разного типа поверхности также присутствуют случайно сгенерированные деревья, погода, цикл день/ночь, сила гравитации, внешность и способности врагов, материалы, цвета материалов, деревьев и зданий. Как и все прочее, оружие, которое может быть найдено в различных контейнерах — также сгенерировано случайно. Всего в игре может быть ≈ 1 000 000 отличающихся мечей и огнестрельного оружия.

### Механика
Множество игровых элементов, таких как предметы (оружие, броня, одежда), противники и планеты создаются по технологии процедурной генерации, что позволяет получить огромнейшее разнообразие контента. В игре присутствуют основанные на сюжете миссии, квесты, враги, открытый мир для исследования, а также способность взаимодействовать с окружением и терраформировать его. Класс персонажа определяется предметами, которые он носит. В игре также присутствует разнообразное космическое оружие, основанное на том, что все могли много раз видеть в фильмах или играх

### Играбельные расы
В настоящее время в игре есть 7 играбельных рас:
- Апексы (Apex, от англ. ape — обезьяна) — обезьяноподобные существа с гуманоидными чертами. Самая технологически развитая раса. Долгое время они были похожи на людей, однако раса была под угрозой вымирания. Благодаря процессам, открытым апексами-исследователями, они усовершенствовали свои умственные показатели и избежали вымирания ценой физической регрессивной эволюции. У апексов главенствует тоталитарный режим и идет гражданская война.
- Авиане (Avians, от англ. avian — птичий) — птицеподобные создания без крыльев. Они верят, что потеряли крылья при переходе в смертный мир из «Эфира», или их «Равнины Богов», и они обретут крылья, вернувшись обратно в Эфир, чего можно достичь только теологической преданностью богу Клюэксу. Неверующие называются «Падшими», или «Приземленными». Авианское оружие получено ими от неизвестной расы, уничтоженной к настоящему времени.
- Флоране (Florans, от англ. flora — флора) — своего рода растения-каннибалы. И хотя они выглядят безобидно, представители этой расы очень импульсивны и жестоки, что часто приводило к войнам между фракциями этой расы. Обладают исключительными способностями к реверс-инжинирии, благодаря чему они освоили технологии других рас. Однажды им удалось захватить мир другой расы (Хилотлов) и изгнать его обитателей в открытый космос.
- Хилотлы (Hylotl, от англ. helot — невольник, раб) — амфибии. Являются самой дипломатичной расой в игре. Являются амфибиями, города строят под водой. Одержимы красотой. Их мир был завоеван Флоранами. Большинство Хилотлов являются миссионерами. Несмотря на свою покорность, очень хорошо обращаются с оружием. Культура Хилотлов очень похожа на культуру феодальной Японии.
- Люди — обычные люди. Со временем на Земле появилась единая империя. Однажды люди получили возможность путешествовать в космосе. Земля стала обителью мира и просвещения на многие годы. Но земле пришёл конец — землю уничтожает существо невероятных масштабов, созданное из ненависти и зла, и имя ему — Руин. После разрушения земли на защиту встал создатель вселенной, создателю удалось отгородить вселенную от Руина, заключив его в одну большую планету. Сам создатель разрушается на мелкие кусочки, оставив после себя шесть артефактов при воссоединении которых откроется портал к Руину.
- Глитчи (The Glitch, от англ. glitch — глюк, поломка, сбой) — роботизированные существа, застрявшие в средневековье. Созданы неизвестной расой. Управляются единым Разумом. Единственное предназначение: строить, расширяться и эволюционировать. Размножаются путём физической сборки отпрысков. Неизбежно, они поняли, что не представляют из себя ничего, кроме груды механических частей. Это понимание привело их к осознанию того, что у всех искусственных вещей есть создатель. Это осознание дало им способность к самосознанию. Некоторые Глитчи приняли свою роль работников, а другие продолжили искать правду.
- Новакиды (The Novakid — букв. дети новой звезды) — существа, состоящие из солнечной энергии. У Новакидов нет желания записывать свою историю, и из-за этого мало что известно об их происхождении, а также множество новаторских изобретений было забыто уже через несколько поколений. Они имеют короткую память, из-за этого для них свойственны стычки с другими расами. Они состоят из газа, и оболочка защищает их от распада. Раса была добавлена в игру после достижения предзаказной кампании суммы в $500 000 на основе пользовательских рисунков, описаний и модификаций. Культура Новакидов — дикий запад.[8] Эта раса специализируется на огнестрельном оружии.

## Разработка
Starbound официально был анонсирован Tiyuri в феврале 2012, c многоуровневой, в стиле Kickstarter’а, системой предзаказа, открытой в Humble Store в 13 апреля 2013. Уровни включали в себя копию игры, приглашение в бету, и саундтрек, а также различные, внутриигровые «награды», такие как именование персонажа в игре, создание дизайна для оружия или шапки, а также создание вашей статуи, включенной в игру В течение 24-х часов более 10 000 человек предзаказали игру, пожертвовав более $230 000 на разработку К 29 апреля 2013, сумма по предзаказу Starbound достигла все три поставленные цели и в итоге превысила $1 000 000, остановившись на отметке около $2 000 000 1 ноября 2013 года.
Starbound имеет три ветки обновлений: стабильные, нестабильные и «ночные». «Ночные» сборки и обновления выходят почти каждый день. Игра написана на C++ и использует собственный игровой движок.

### Звук
Саундтрек Starbound по большей части был написан американским композитором Кёртисом Швейцером, но некоторые части были написаны Radiation и Solatrus, более известны как создатели музыки для веб-комикса Homestuck.

## Отзывы и продажи
| Сводный рейтинг | Сводный рейтинг |
| Агрегатор       | Оценка          |
| --------------- | --------------- |
| GameRankings    | 80,75 %         |

К 6 января 2014 года Starbound достигла отметки в 1 миллион проданных копий.
Летом 2018 года, благодаря уязвимости в защите Steam Web API, стало известно, что точное количество пользователей сервиса Steam, которые играли в игру хотя бы один раз, составляет 4 309 358 человек.

## Награды
| Номинация                                         | Результат |
| ------------------------------------------------- | --------- |
| «Самая Ожидаемая игра 2013» (Indie Game Magazine) | Победа    |
| «Инди-игра № 1 2013 года» (indiedb.com)           | Победа    |